# Plante calcicole

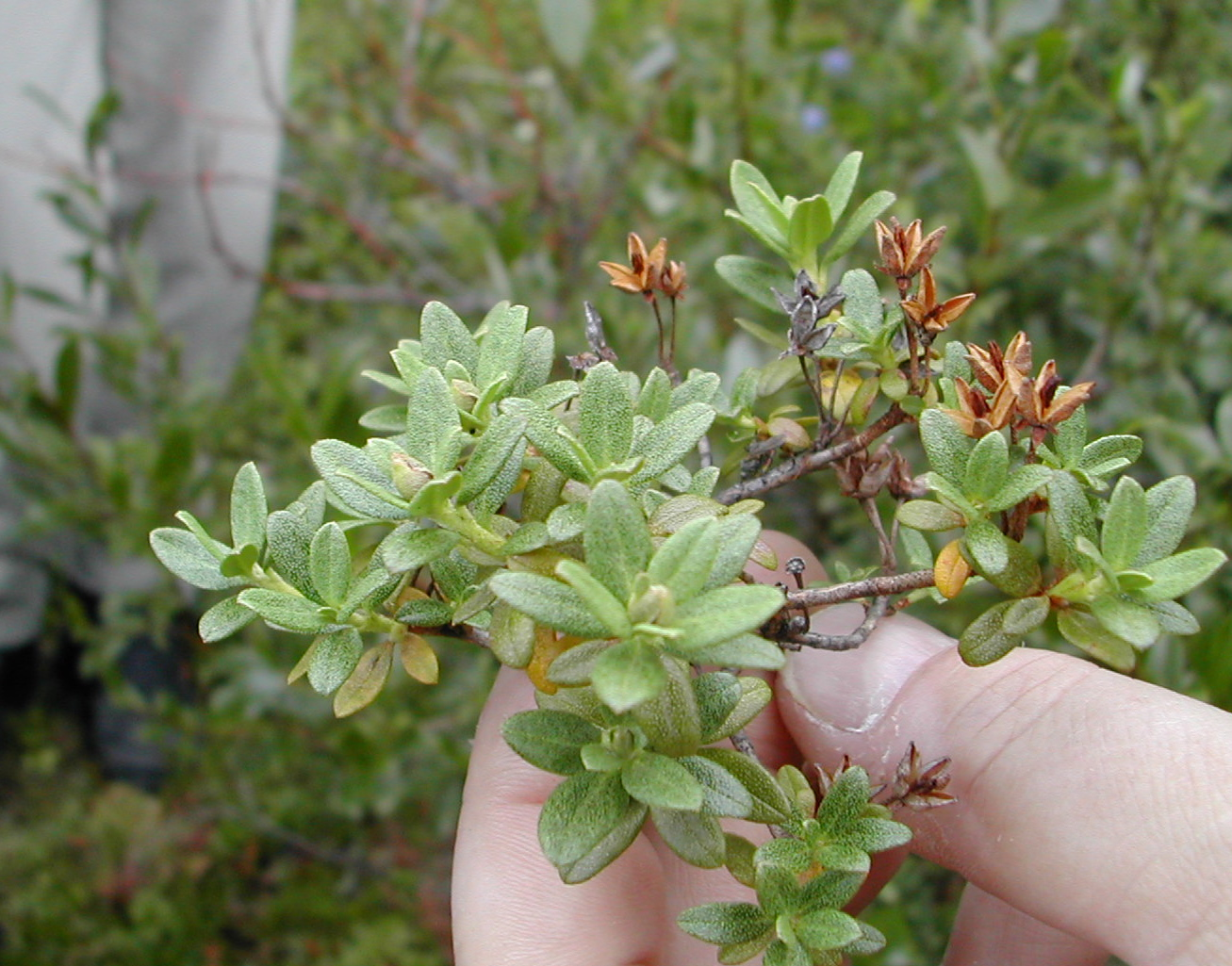
Rhodondendron lapponicum.

Une plante calcicole  du latin calcarius, la chaux, et de colere, habiter), est une plante qui se rencontre exclusivement ou préférentiellement sur les sols riches en calcium et ne supporte pas les terrains acides. 
Le synonyme est calciphile et l'antonyme est calcifuge.
Il existe également des champignons et lichen calcicoles, la lichénologie notamment affine plus particulièrement encore les différents calcicoles,
- laticalcicole : vivant sur des roches diversement calcaires
- omninocalcicole : vivant sur des roches extrêmement calcaires
- valdécalcicole : vivant sur des roches très calcaires
- médiocalcicole : vivant sur des roches moyennement calcaires
- parvocalcicole : vivant sur des roches pauvres en calcaire
- minimécalcicole : vivant sur des roches très pauvres en calcaire
- neutrocalcicole : vivant sur un sol neutre à tendance calcaire
- calcicline : organisme pouvant croître dans des sols partiellement désaturés (mull eutrophe à mésotrophe), souvent qualifié de neutrophile (neutrocalcicline).

On parle d'espèces ou de végétations calcaricoles lorsqu'elles poussent sur un calcisol caractérisé par une couche de carbonate de calcium meuble ou dur.
"...la dent-de-chien, belle liliacée à fleurs pourpre, inféodée aux bois ouverts sur affleurement calcaire, ne se trouve qu'en de rares endroits, en lisière et en sous-bois."

## Relation à la biochimie du sol
Dans un substrat acide, l'aluminium est davantage soluble et le phosphate l'est moins. Dans ces terrains, les plantes calcicoles montrent un excès d'aluminium entraînant des nécroses et des carences en phosphates entraînant une anthocyanose (rougissement des feuilles) et des retards de croissance.
Selon les valeurs écologiques de Landolt, la valeur de réaction indique le degré d'acidité (pH) du sol exigé par une plante. Les chiffres 4 et 5 correspondent à des plantes de sols peu riches ou riches en bases (calcaires). 

## Exemples d'espèces calcicoles
Arbres et arbustes
- le Chêne pubescent,  appelé Chêne blanc en Provence, (Quercus pubescens)[5]
- le Cornouiller mâle (Cornus mas)[5]
- des plantes de garrigue comme le Ciste de Montpellier (Cistus monspeliensis)

Plantes herbacées
- le Buplèvre en faux (Bupleurum falcatum)
- la Digitale jaune (Digitalis lutea)
- La Gentiane acaule (Gentiana acaulis)
- le Geranium sanguin (Geranium sanguineum)
- l'Hellébore fétide (Helleborus foetidus)
- l'Anémone hépatique (Hepatica nobilis)
- l'Inule conyze (Inula conyza)
- la laitue vivace (Lactuca perennis)
- le Laser à feuilles larges (Laserpitium latifolium)
- l'Origan (Origanum vulgare)
- la Germandrée petit chêne (Teucrium chamaedrys)
- de nombreuses orchidées, présentes notamment en France, comme l'Orchis pourpre (Orchis purpurea), l'Ophrys bourdon (Ophrys fuciflora) ou l'Épipactis à petites feuilles (Epipactis microphylla)
- Des genres de plantes succulentes (Sansevieria, Titanopsis) ou de cactus (Thelocactus).

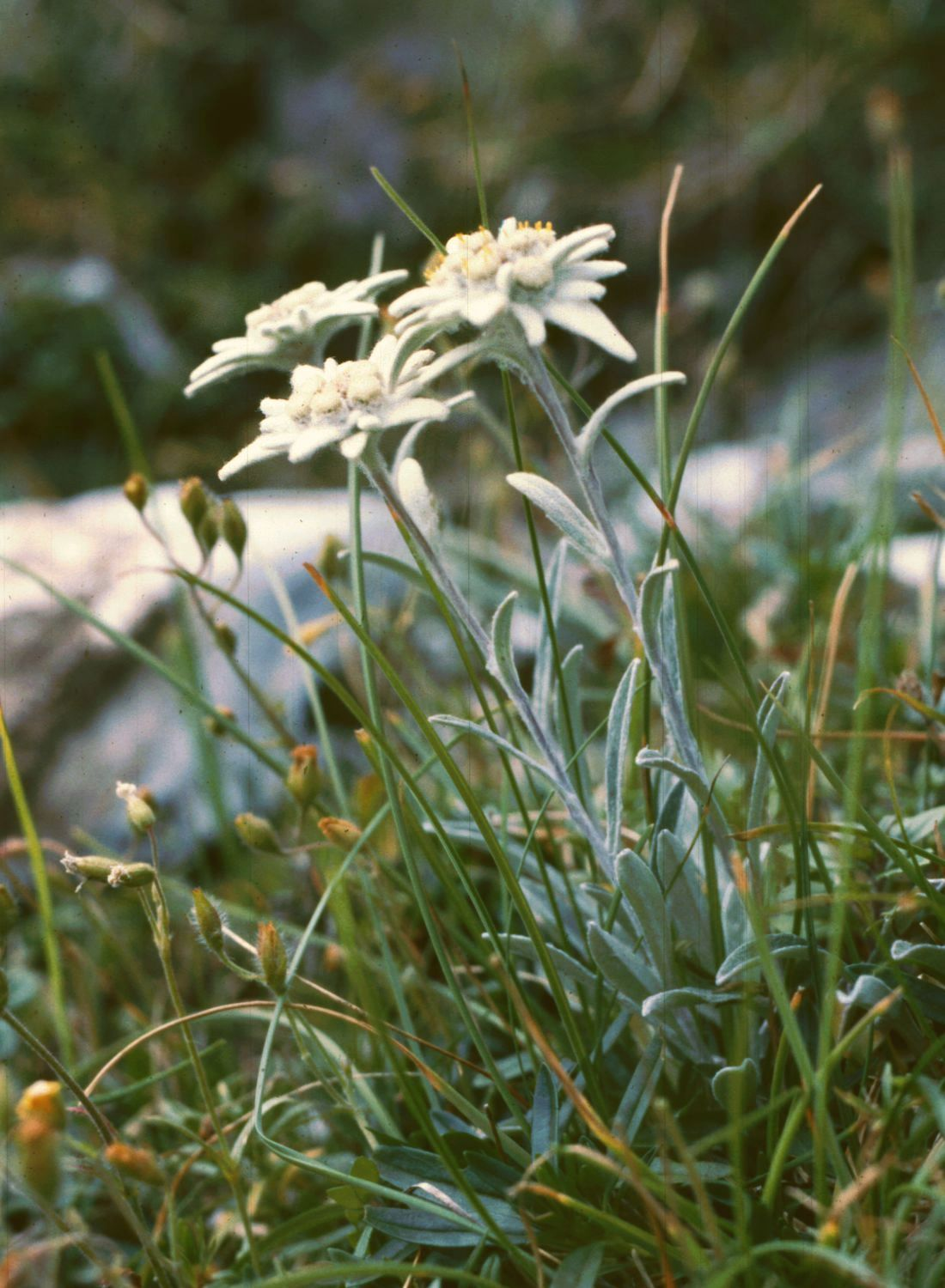
Leontopodium alpinum
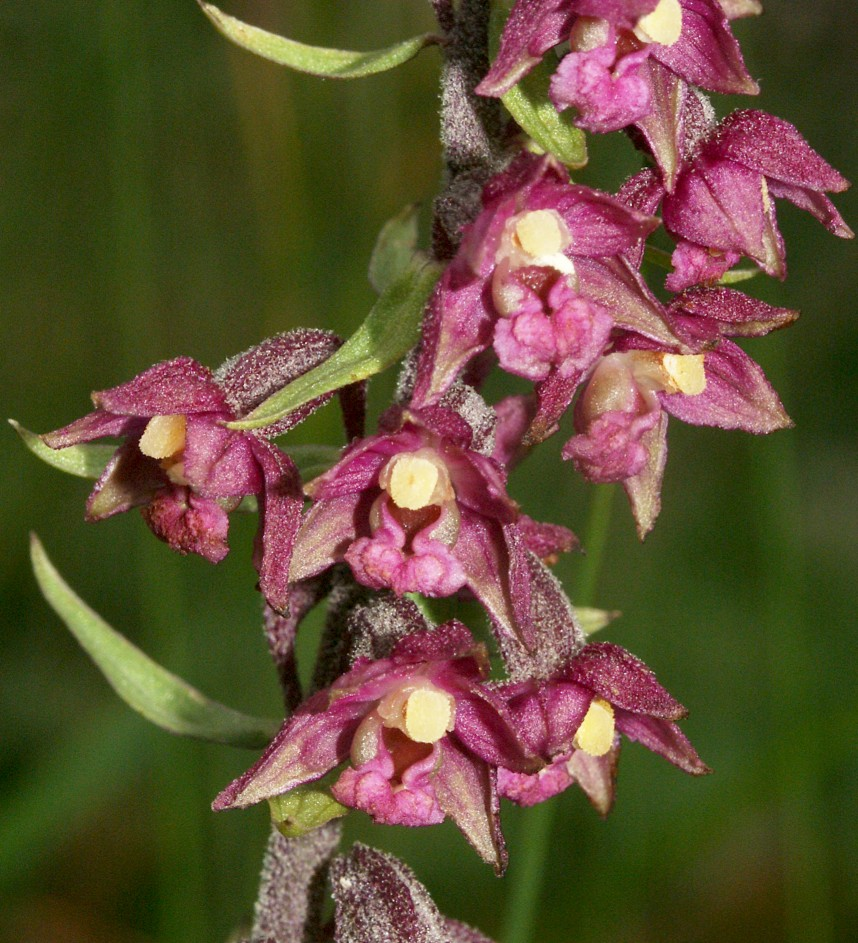
Epipactis atrorubens
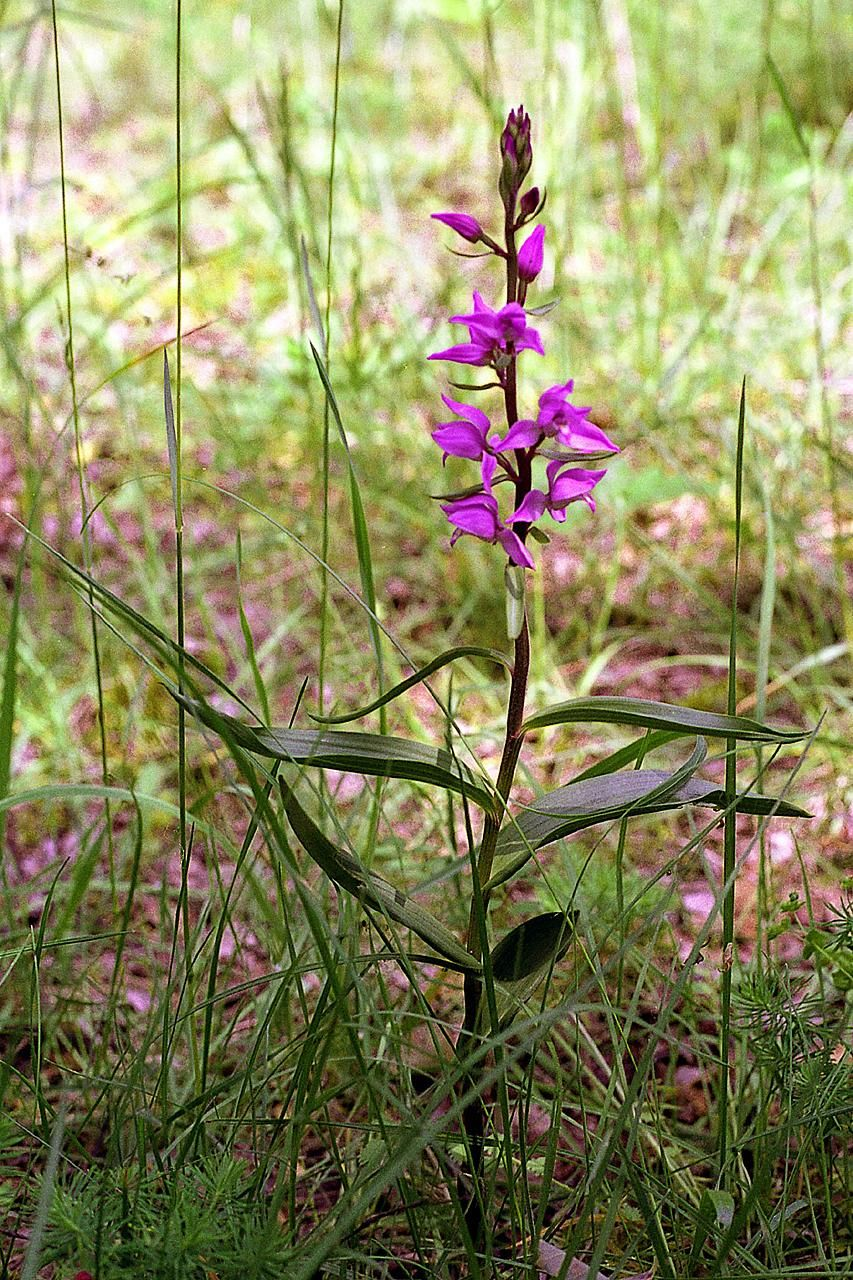
Cephalanthera rubra
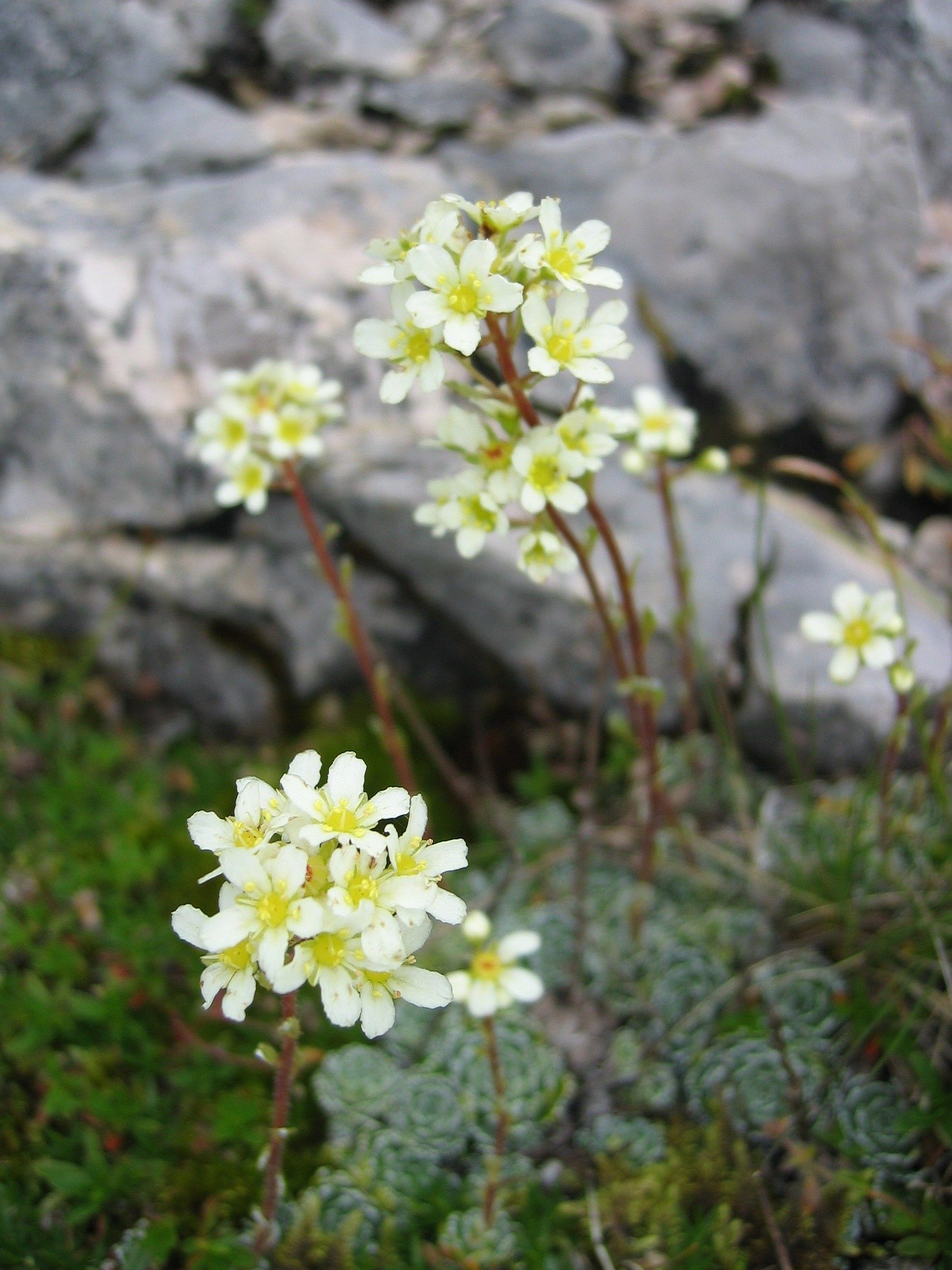
Saxifraga paniculata
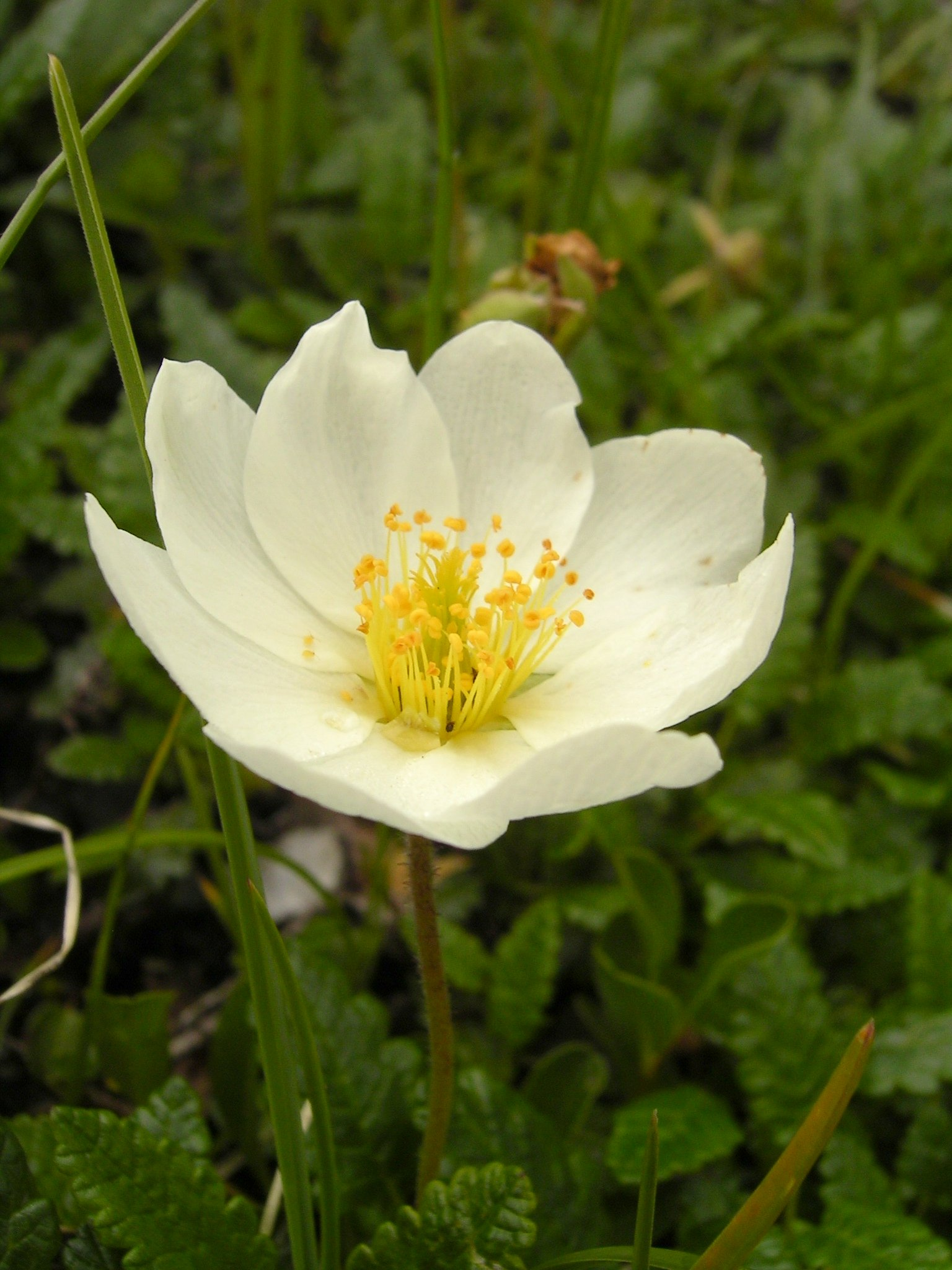
Dryas octopetala

### Exemples de champignons calcicoles
- les Morilles (famille des Morchellaceae)
- la Pézize veinée, Disciotis venosa

## Formations végétales
- pelouse sèche calcicole[6]
- chênaie pubescente xérophile[5]

## Utilité et utilisations
En plus de leurs fonctions écosystémiques et économiques de biodiversité, de fourniture de bois, de fourrages, de plantes ornementales, comestibles et médicinales, les plantes calcicoles offrent des services spécifiques.
En Bretagne, où les sols forestiers sont en général acides, l’observation des plantes calcicoles est utilisée par des archéologues pour détecter des sites romains. La chaux utilisée pour la construction diffuse dans le sol et modifie le pH en faveur des plantes calcicoles.